# بادنجان‌سانان
بادنجان‌سانان (به انگلیسی: Solanales) یکی از راسته‌های گیاهان است.
بادنجان‌سانان راسته‌ای از دولپه‌ای‌های پیوسته‌گلبرگ با تیره‌های متعدد است.